# Pour elle un seul homme
Pour elle un seul homme (The Helen Morgan Story) est un film biographique américain  en noir et blanc réalisé par Michael Curtiz, sorti en 1957.

## Synopsis
La vie de l'actrice américaine Helen Morgan (1900-1941).

## Fiche technique
- Titre : Pour elle un seul homme
- Titre original : The Helen Morgan Story
- Réalisation : Michael Curtiz
- Scénario : Nelson Gidding, Stephen Longstreet, Dean Riesner et Oscar Saul
- Production : Martin Rackin
- Photographie : Ted D. McCord
- Costumes : Howard Shoup
- Montage : Frank Bracht
- Pays de production : États-Unis
- Format : noir et blanc - 2,35:1 - Mono
- Genre : film biographique, drame
- Durée : 118 min
- Dates de sortie : 
  - États-Unis : 5 octobre 1957
  - France : 10 septembre 1958

## Distribution
- Ann Blyth : Helen Morgan
- Paul Newman : Larry Maddux
- Richard Carlson : Russell Wade
- Gene Evans : Whitey Krause
- Alan King : Benny Weaver
- Cara Williams : Dolly Evans
- Virginia Vincent : Sue
- Walter Woolf King : Florenz Ziegfeld
- Dorothy Green : Mme Wade
- Jimmy McHugh : lui-même
- Rudy Vallee : lui-même
- Walter Winchell : lui-même
- Sammy White : lui-même

Acteurs non crédités
- Rory Mallinson : un journaliste
- Corinna Mura : la guitariste
- Herb Vigran : Jim Finney
- Tito Vuolo : Tony
- Gayne Whitman : Big Ed Wallace